# 張僧繇
張僧繇（ちょう そうよう / 英：Zhang Sengyou / Zhāng Sēngyóu）は、南朝梁の武帝のころの宗教画の様式で知られた画家。 彼の誕生年と死没年は不明であるが（一説では479年生まれ）、およそ490年から540年のあいだ活動していた。彼は呉郡呉県の出身であった。張僧繇は呉郡の4つの著名な氏族のひとつである呉郡張氏の一員であった。彼による代表的な作品は、日本の大阪市立美術館蔵の「五星二十八宿神形図」などである。

## 画竜点睛
張僧繇は、以下に述べる「画竜点睛」という故事で知られる画家である。